# Malacoceros girardii
Malacoceros girardii är en ringmaskart som beskrevs av Jean Louis Armand de Quatrefages de Bréau 1843. Malacoceros girardii ingår i släktet Malacoceros och familjen Spionidae. Inga underarter finns listade i Catalogue of Life.